# Конструктор (іграшка)

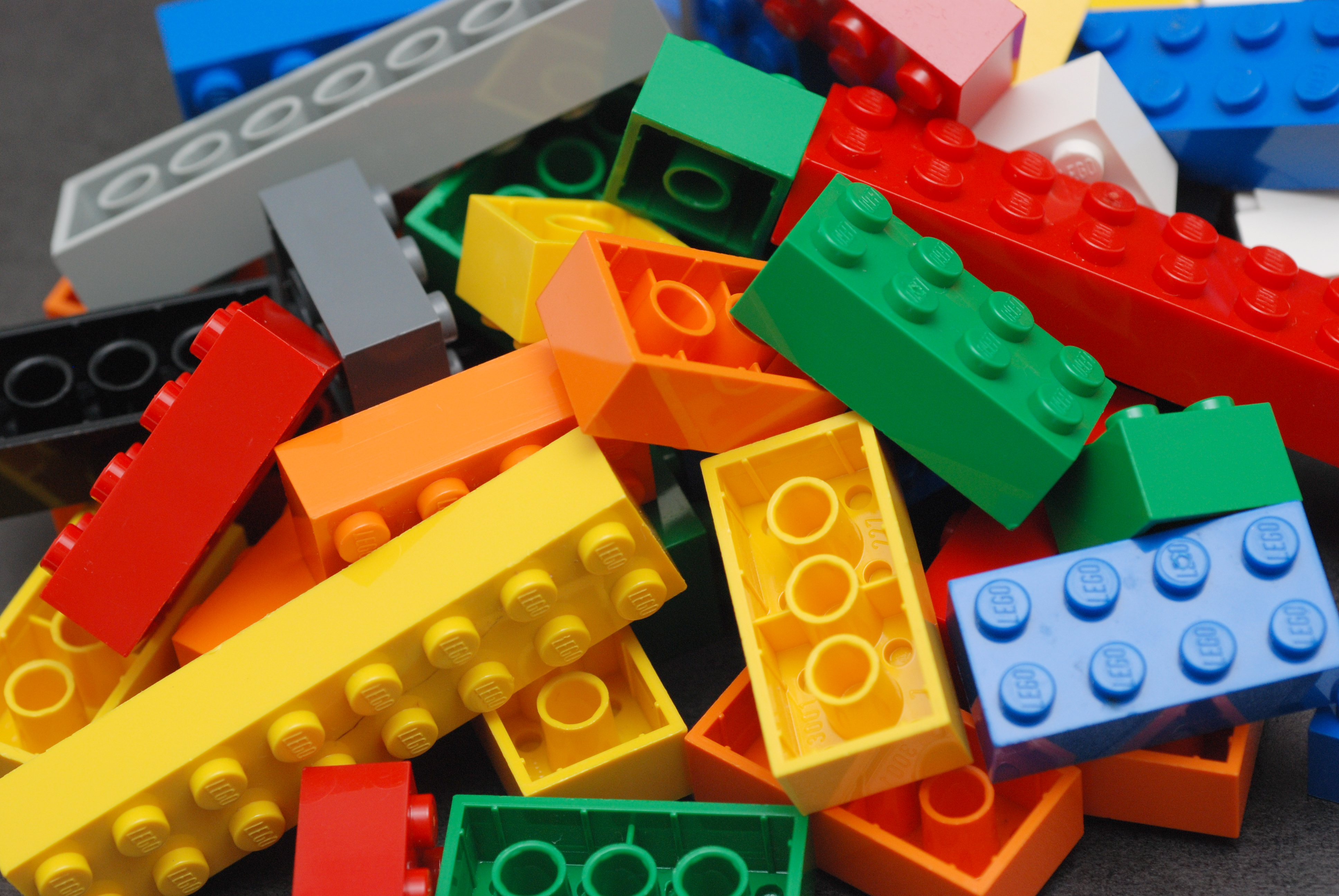
Кубики Lego як ігровий спосіб розвитку мислення

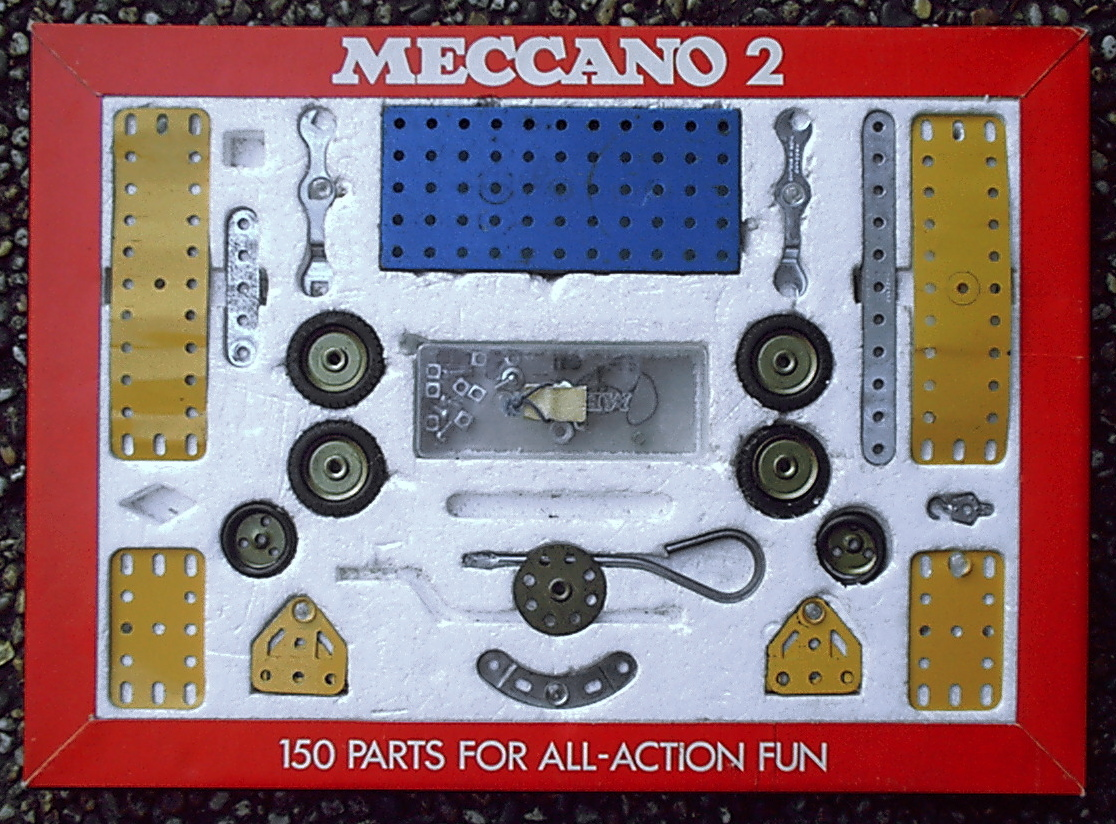
Комплект Meccano No. 2 з 1970-х

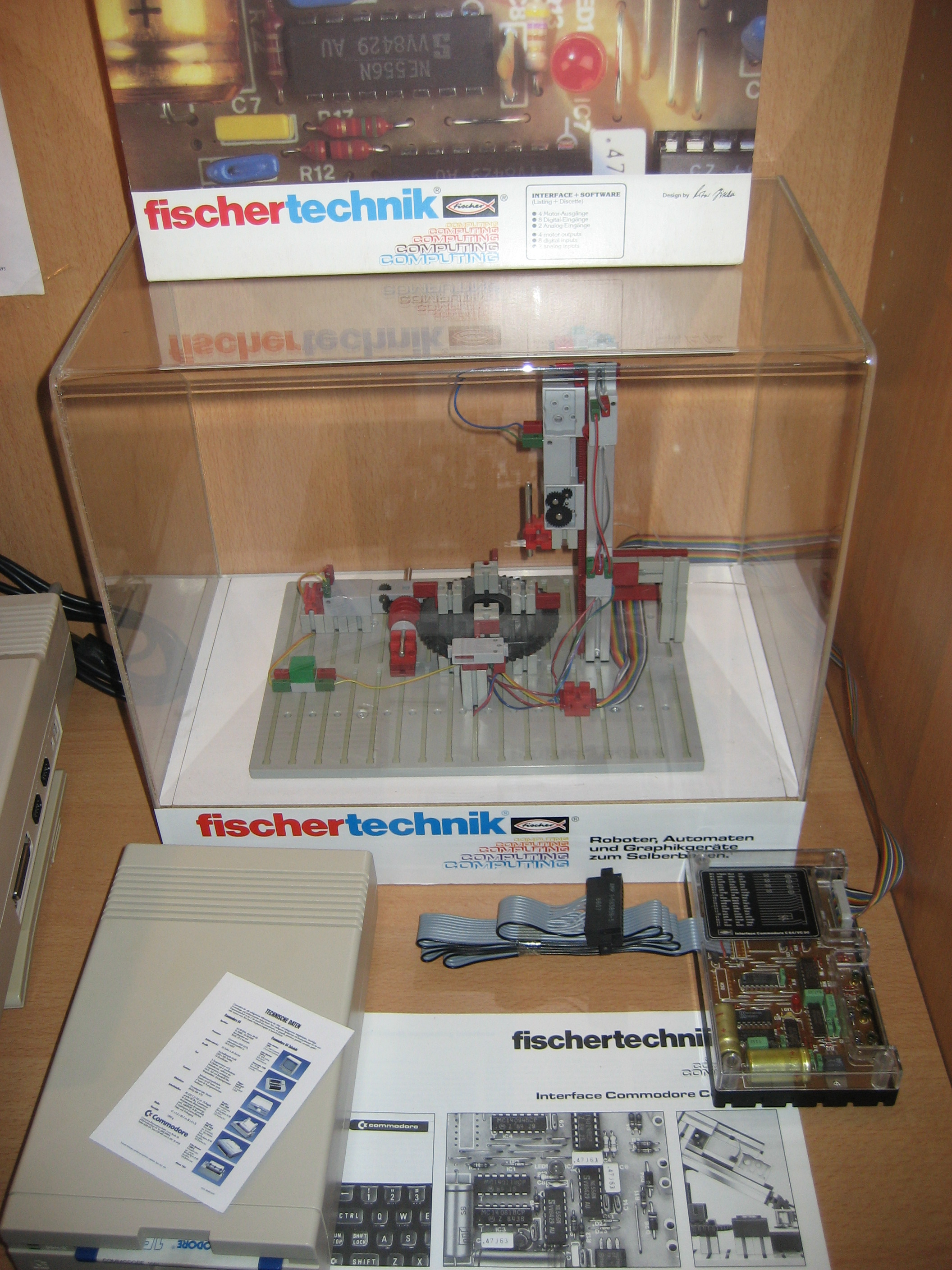
Конструктор Fischertechnik з керуванням від C64

Конструктор — набір деталей, кріпильних елементів або деталей з кріпильними елементами, інструменту (при необхідності), призначених для багаторазового збирання різноманітних конструкцій. Стандартизований набір деталей дозволяє складати різні конструкції, економлячи час на виготовлення спеціальних деталей та не вимагаючи спеціальної підготовки для створення складних систем. Може використовуватись для створення конструкцій тимчасового використання та для дитячої творчості.

## Класифікація

### За числом вимірів основних компонентів
- Лінійні — прутки різної довжини та сполучення між ними, що добре підходять для побудови просторових рам і часто мають з'єднання з різною кількістю ступенів вільності. Приклад — K'NEX
- Плоскі — панелі різних форм та розмірів, що сполучаються болтами або шпильками. Приклад — Meccano
- Просторові — деталі різноманітної форми з різними способами сполучення, наприклад — Lego, Fischertechnik, Rokenbok.

### За складністю можна виділити наступні типи конструкторів
- Кубики — набір з трьох до восьми-дев'яти дерев'яних або пластмасових кубиків, з яких можна створювати різноманітні конструкції;
- Будівельний конструктор — набір з брусків, кубиків, пірамідок, конусів, з яких можна створювати складніші будівельні конструкції;
- Підлоговий «будівельний» набір — сукупність різноманітних великих деталей, з яких можна будувати іграшкові будиночки для ляльок, гаражі для машинок або навіть придумувати для деталей незвичайні функції; зустрічаються навіть набори для будівництва будиночка, в який поміститься сама дитина;
- Трансформери — найчастіше войовничі фігури, з невеликих блоків-деталей, створені за образом людини або тварини. Своїм зовнішнім виглядом і «призначенням» можуть нести в себе агресію;
- Тематичні набори — це набори-конструктори, елементи яких створюють тематичний об'єкт, наприклад, океан, супермаркет, кухню, станцію швидкої допомоги, зоопарк, замок, ферму, музичні інструменти або конструкцію з тематики відомих дитячих мультфільмів, кіно, книг. Такі набори можуть включати навіть «жителів», тварин, рослин та інші необхідні з тематики деталі; ці конструктори вже повинні будуть збиратися тільки певним чином, орієнтуючись на схеми і малюнки, а також вони конструктори мають свої рівні складності).

### За способом сполучення компонентів конструктора
- Кубики (з різних матеріалів різної величини) — з'єднуються простим зіставлюванням кубиків один до одного;
- Блокові конструктори (з окремих блоків різної величини різних геометричних фігур);
- Болтові конструктори (як металеві, так і пластмасові, пластмасові з дерев'яним включення (підлогові) з болтовим з'єднанням; знайомство з болтовим (гвинтовим) з'єднанням буде розвивати в дитині технічну кмітливість; з металевих конструкторів можна буде споруджувати вежі, крани, гаражі, машинки та інші технічні об'єкти);
- Криволінійні пластикові контурні конструктори (з пластикових, гнучких трубочок на пластмасовому кріпленні; створені об'єкти можна буде вивертати, згинати, стискати і проробляти інші маніпуляції);
- «Суглобові» конструктори (деталі з'єднуються як суглоби, і виходить дуже рухлива конструкція; часто це фігурки динозаврів, гномів);
- Магнітні конструктори (складаються з намагнічених деталей у формі пластин, паличок для створення техніки, архітектурних об'єктів, тварин, деякі об'єкти можуть містити обертові елементи); магніти у таких конструкторах можуть бути без оболонки (наприклад, неокуб) або у пластиковій чи дерев'яній оболонці[2]. Наприклад, Geo-Mag.
- Електричні та електронні конструктори дозволяють складати музичні дзвінки, радіоприймачі, автоматичні освітлювачі, іграшки, ігри на основі електричних схем переважно без паяння;
- Моделі для збірки (це можуть бути об'єкти різних сфер та історичного періоду); зазвичай серед них можна зустріти машинки (у тому числі боліди), літаки, танки, кораблі, космічні кораблі, солдатики, а також вони конструктори можуть бути наочним матеріалом, наприклад, для вивчення історичної епохи, часто такі конструктори стають колекцією). Деталі моделей виготовляють з різних матеріалів, але найпопулярнішими є металеві, дерев'яні та пластикові моделі.

### За віком користувачів
- Малюки 2-3 років потребують конструктори, які мають різну форму більших розмірів ніж для інших вікових груп, задля уникнення проковтування малюками деталей конструктора. З них варто складати різні фігури.
- Дітки 4-5 років люблять конструктор із відтворенням навколишнього середовища з дрібних блоків конструктора. В цьому віці люблять складати будинки, автомобілі, тощо.
- Діти 6-7 років часто складають невеликі конструктори з великої кількості деталей.
- Для 8-10-річних дітей — ідеальними будуть конструктори збірних моделей автомобілів чи ракет.[3]
- Для підлітків віком 13-19 років (тінейджери) — електричні, електронні механічні та робототехнічні конструктори з великою кількістю деталей, у тому числі і дуже дрібного розміру;Докладніше: STEM
- Для будь-якого віку — конструктори, які не мають обмежень за віком. Конструктор Lego на пакуваннях своїх наборів зазначав вік від 4 до 99 років (маркування з обмеженням "до 99 років", яке було рекомендаційним, критикувалося фанатами Lego як дискримінація виробником користувачів віком 100 і більше років[4][5][6]).